# Liste der Titelträger der ITA Men’s All-American Championships

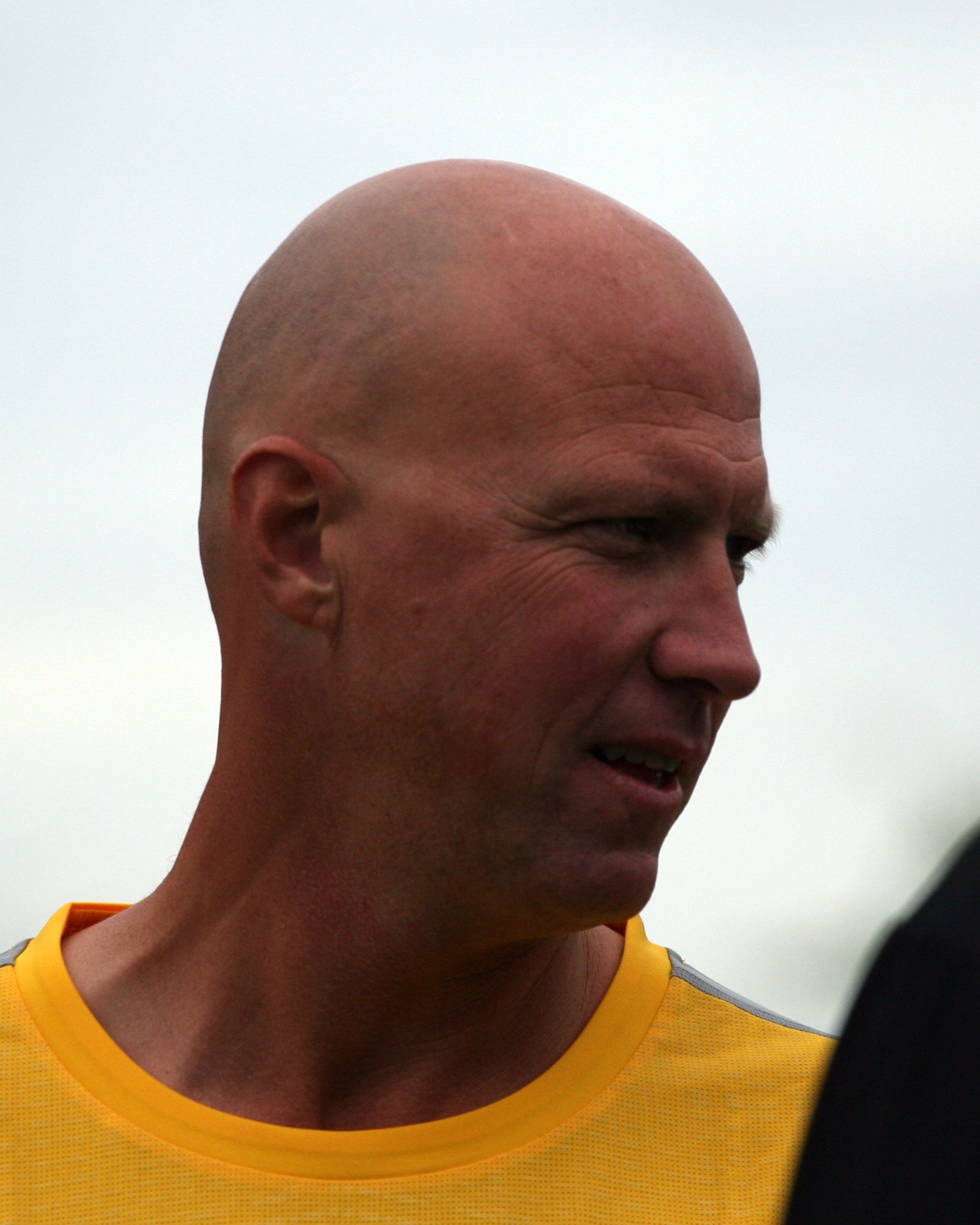
Luke Jensen, Sieger im Doppel 1985

Im Folgenden werden alle Titelträger der ITA Men’s All-American Championships, eines jährlichen Herrenturniers im Bereich des US-amerikanischen College Tennis, gelistet.

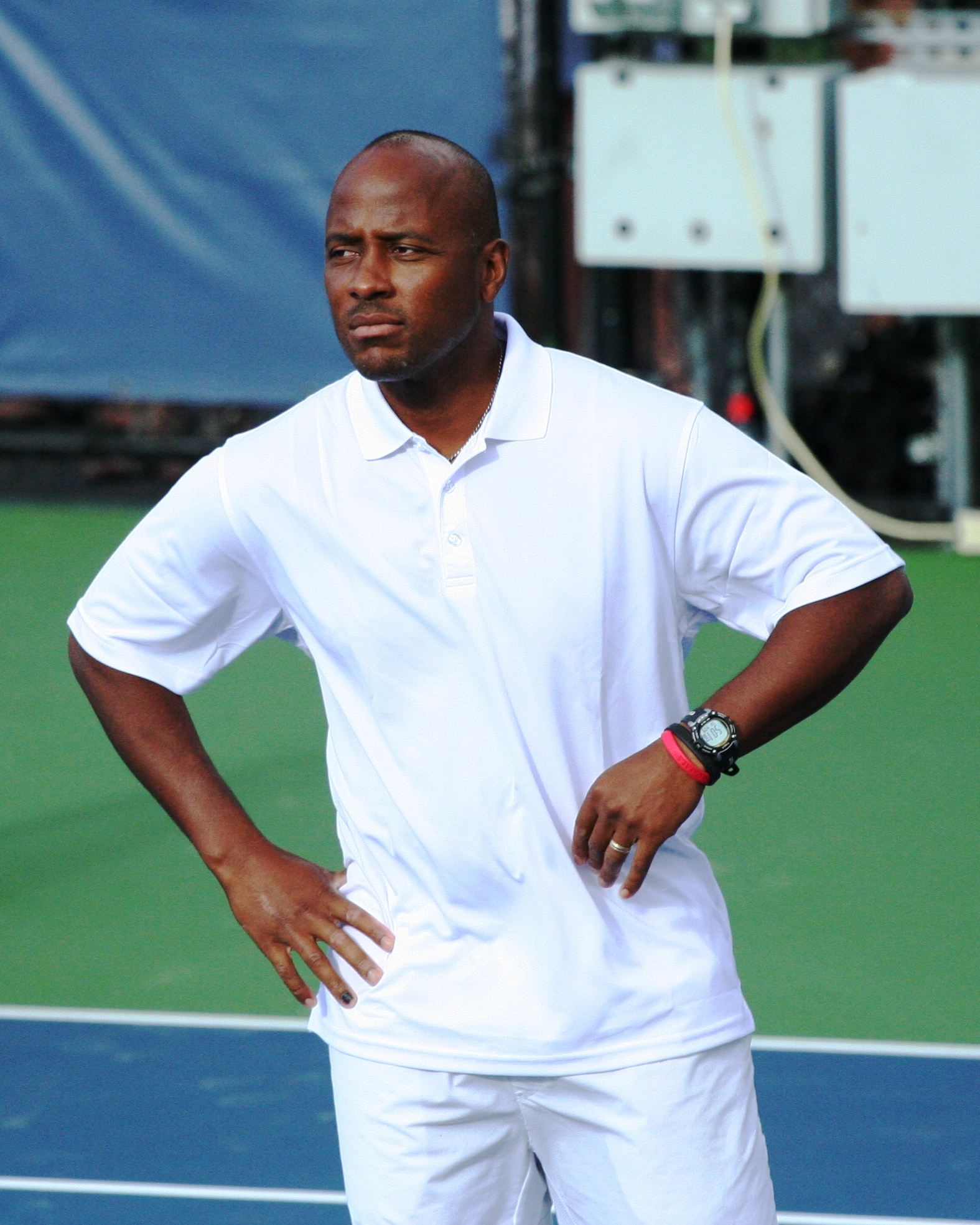
MaliVai Washington, Sieger im Einzel 1988

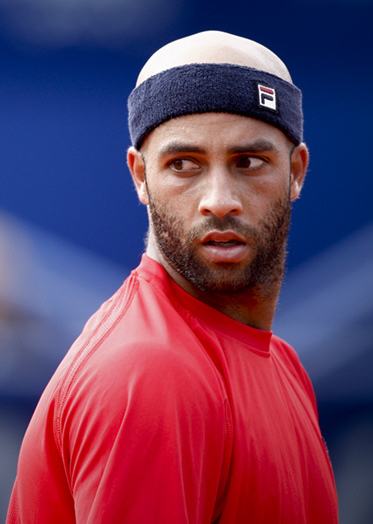
James Blake, Sieger im Einzel und Doppel 1998

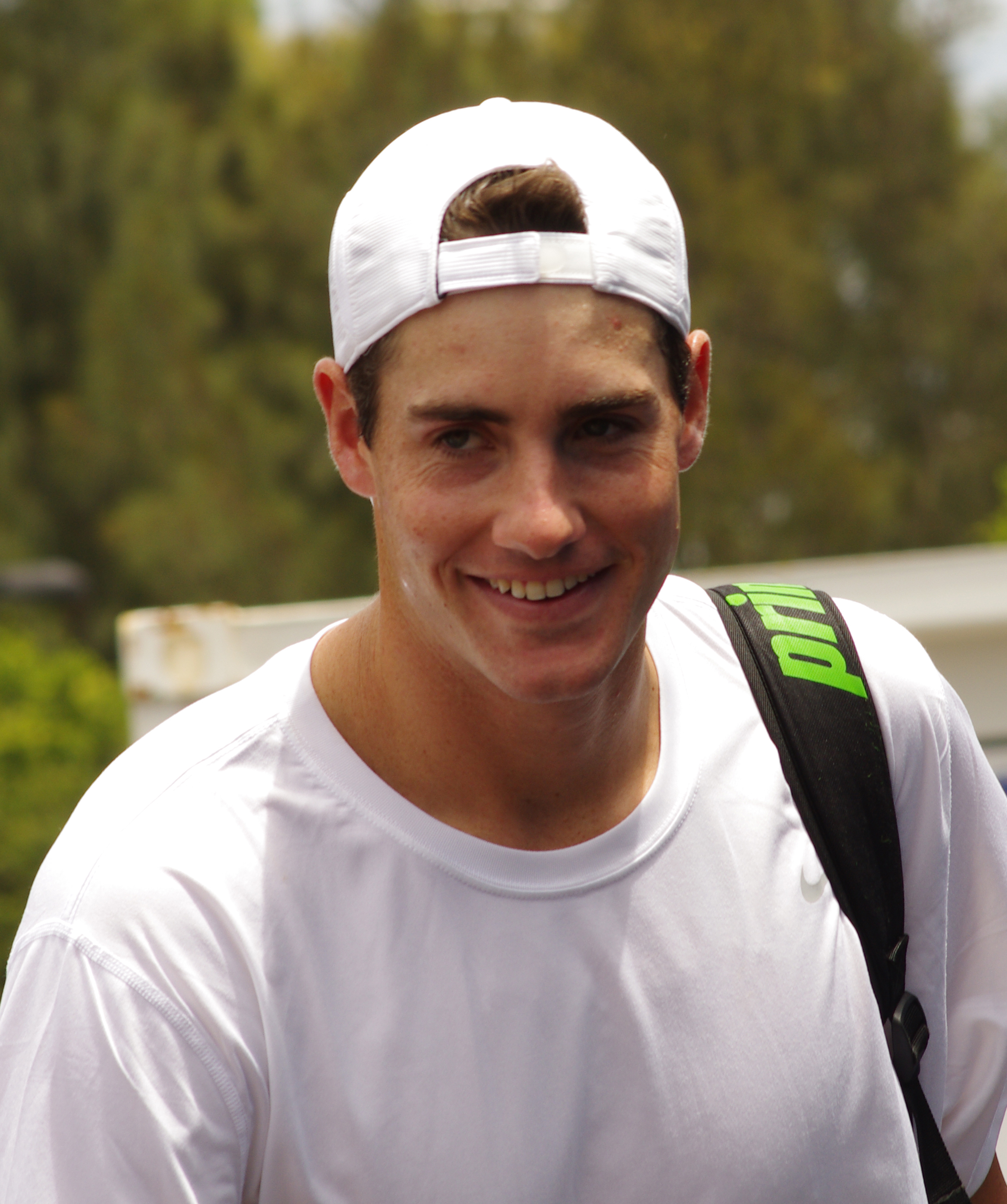
John Isner, Sieger im Einzel 2005 und im Doppel 2006

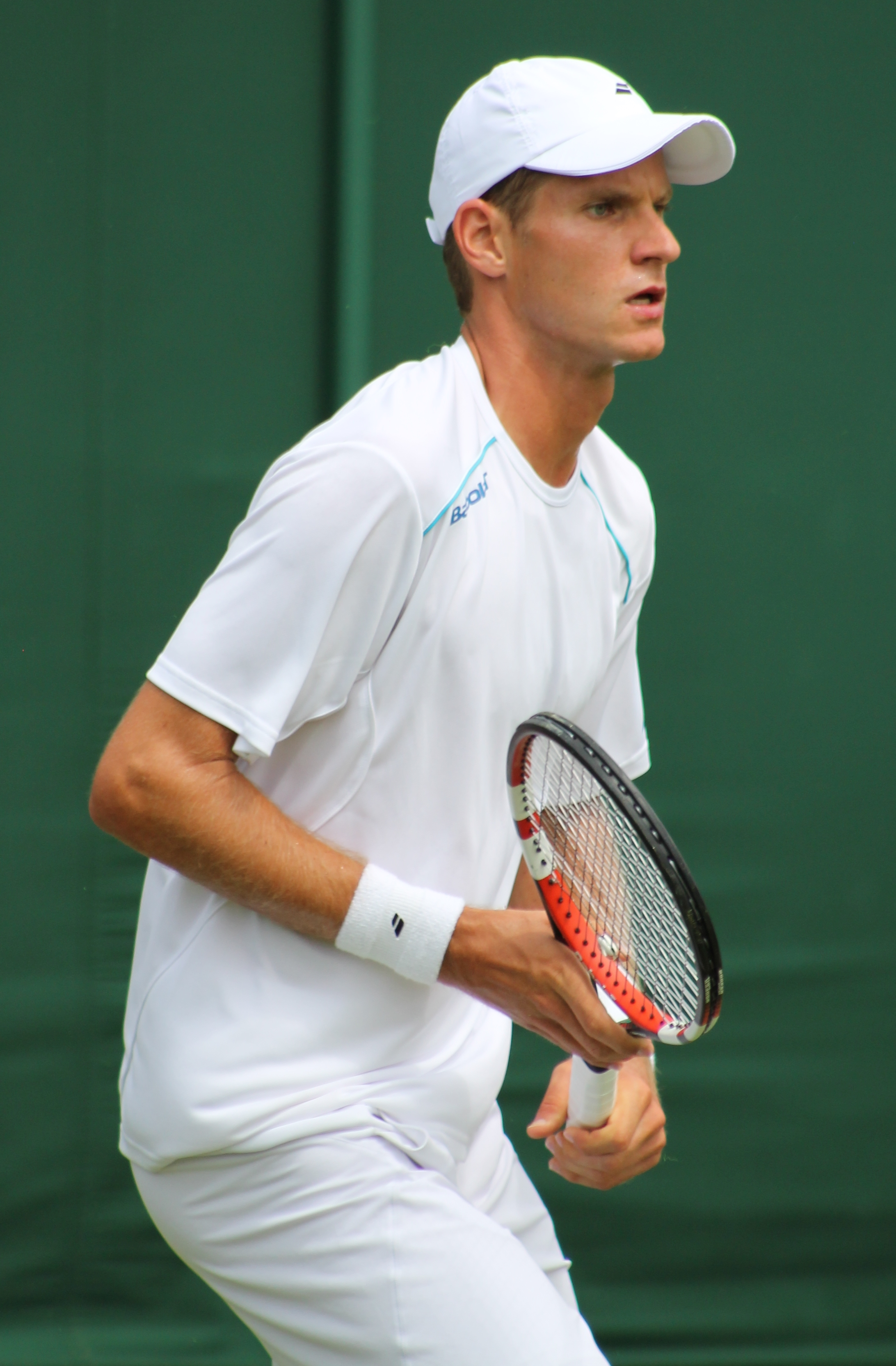
Blaž Rola, Sieger im Doppel 2011

| Jahr | Einzel                 | Einzel            | Doppel                              | Doppel              |
| Jahr | Spieler                | Universität       | Spieler                             | Universität         |
| ---- | ---------------------- | ----------------- | ----------------------------------- | ------------------- |
| 1979 | Scott McCain           | California        | (nicht ausgetragen)                 | (nicht ausgetragen) |
| 1980 | Scott Davis            | Stanford          | (nicht ausgetragen)                 | (nicht ausgetragen) |
| 1981 | Robbie Venter          | UCLA              | (nicht ausgetragen)                 | (nicht ausgetragen) |
| 1982 | Peter Doohan           | Arkansas          | (nicht ausgetragen)                 | (nicht ausgetragen) |
| 1983 | Fredrick Pahlett       | Minnesota         | (nicht ausgetragen)                 | (nicht ausgetragen) |
| 1984 | Mikael Pernfors        | Georgia           | (nicht ausgetragen)                 | (nicht ausgetragen) |
| 1985 | Steve DeVries          | California        | Luke Jensen Jorge Lozano            | USC                 |
| 1986 | Richey Reneberg        | SMU               | Shelby Cannon Byron Talbot          | Tennessee           |
| 1987 | Scott Melville         | USC               | Bret Garnett Ashley Rhoney          | Louisiana-Lafayette |
| 1988 | MaliVai Washington     | Michigan          | Patrick Galbraith Brian Garrow      | UCLA                |
| 1989 | Al Parker              | Georgia           | Doug Eisenman Matt Lucena           | California          |
| 1990 | Al Parker              | Georgia           | Jared Palmer Jonathan Stark         | Stanford            |
| 1991 | Alex O’Brien           | Stanford          | Dan Kronauge Paul Kruse             | Ball State          |
| 1992 | Daniel Courcol         | Mississippi State | Daniel Courcol Laurent Miquelard    | Mississippi State   |
| 1993 | Chad Clark             | Texas             | Peter Kuhn Clive Ullyett            | South Alabama       |
| 1994 | Sargis Sargsian        | Arizona State     | Paul Robinson David Roditi          | TCU                 |
| 1995 | Ryan Wolters           | Stanford          | Justin Gimelstob Srđan Muškatirović | UCLA                |
| 1996 | Thomas Dupré           | Mississippi State | Troy Budgen Brad Sceney             | Pepperdine          |
| 1997 | Bob Bryan              | Stanford          | David McNamara Julius Roberts       | Middle Tennessee    |
| 1998 | James Blake            | Harvard           | James Blake Kunj Majmudar           | Harvard             |
| 1999 | K. J. Hippensteel      | Stanford          | Geoff Abrams Alex Kim               | Stanford            |
| 2000 | Genius Chidzikwe       | SMU               | Olivier Levant Nathan Overholser    | Florida             |
| 2001 | K. J. Hippensteel      | Stanford          | Marcin Matkowski Jean-Julien Rojer  | UCLA                |
| 2002 | Daniel Klemetz         | Middle Tennessee  | Michael Calkins Amer Delić          | Illinois            |
| 2003 | Aleksandar Vlaski      | Washington        | Lester Cook Ante Matijevic          | Texas A&M           |
| 2004 | Cătălin-Ionuț Gârd     | Mississippi       | Scott Green Ross Wilson             | Ohio State          |
| 2005 | John Isner             | Georgia           | Marco Born Andreas Siljeström       | Middle Tennessee    |
| 2006 | Arnau Brugués Davi     | Tulsa             | Luis-Manuel Flores John Isner       | Georgia             |
| 2007 | Travis Helgeson        | Georgia           | Somdev Devvarman Treat Huey         | Virginia            |
| 2008 | Michael Venus          | LSU               | Jonas Berg Bram ten Berge           | Mississippi         |
| 2009 | John-Patrick Smith     | Tennessee         | Boris Čonkić John-Patrick Smith     | Tennessee           |
| 2010 | Alexander Domijan      | Virginia          | Drew Courtney Michael Shabaz        | Virginia            |
| 2011 | Mitchell Frank         | Virginia          | Chase Buchanan Blaž Rola            | Ohio State          |
| 2012 | Alexander Domijan      | Virginia          | Daniel Cochrane Andreas Mies        | Auburn              |
| 2013 | Mitchell Frank         | Virginia          | Miķelis Lībietis Hunter Reese       | Tennessee           |
| 2014 | Sebastian Stiefelmeyer | Louisville        | Miķelis Lībietis Hunter Reese       | Tennessee           |
| 2015 | Thai-Son Kwiatkowski   | Virginia          | Thai-Son Kwiatkowski Mac Styslinger | Virginia            |
| 2016 | Petros Chrysochos      | Wake Forest       | Filip Bergevi Florian Lakat         | California          |